# Fayetteville Patriots
I Fayetteville Patriots furono una squadra di pallacanestro di Fayetteville che militava nella NBA Development League, il campionato professionistico di sviluppo della National Basketball Association.
La squadra fu una tra i fondatori della NBDL nel 2001, e durante la stagione 2002-2003 riuscì a raggiungere la finale, poi persa contro i Mobile Revelers. In tutte le altre stagioni la squadrà non riuscì mai a centrare i play-off.
Il 1º maggio 2006 la squadra venne sciolta dalla NBA.

## Record stagione per stagione
| Fayetteville Patriots |                |     |     |      |                                                                       |
| 2001-02               | 7°             | 21  | 35  | 37,5 |                                                                       |
| 2002-03               | 1°             | 32  | 18  | 64,0 | vincono semifinali (Roanoke) 2-0 perdono D-League Finals (Mobile) 2-1 |
| 2003-04               | 4°             | 21  | 25  | 45,7 | perdono semifinali (Asheville) 116-111                                |
| 2004-05               | 5°             | 17  | 31  | 35,4 |                                                                       |
| 2005-06               | 8°             | 16  | 32  | 33,3 |                                                                       |
| Regular season        | Regular season | 107 | 141 | 43,1 | 2001-2006                                                             |
| Play-off              | Play-off       | 3   | 3   | 50,0 | 2001-2006                                                             |